# Oficial (militar)

Oficiais do exército britânico no Afeganistão.

Um oficial é um membro das forças armadas investido de autoridade. O termo também é utilizado em forças paramilitares, forças de segurança, marinhas mercantes e em outras corporações com organização hierárquica análoga à das forças armadas, para designar os seus membros com posições de autoridade semelhantes às dos oficiais militares.

## Visão geral
A proporção de oficiais varia muito. Os oficiais comissionados normalmente representam entre um oitavo e um quinto do pessoal das forças armadas modernas. Em 2013, os oficiais eram os principais 17% das forças armadas britânicas, e os principais 13,7% das forças armadas francesas. Em 2012, os oficiais representavam cerca de 18% das forças armadas alemãs, e cerca de 17,2% das forças armadas dos Estados Unidos.
Os oficiais estão subdivididos em oficiais generais, oficiais superiores (coronel, tenente-coronel e major), oficiais intermediários (capitão) e oficiais subalternos (primeiro-tenente e segundo-tenente).                         
Um oficial de patente exerce a sua autoridade por delegação de poderes de um soberano ou de um Estado. Essa delegação de autoridade é formalizada pela atribuição de um documento designado "carta-patente", ou simplesmente, "patente". Neste documento, está definido o posto, os poderes, os deveres e as responsabilidades com que o oficial é investido.
Normalmente, os oficiais de patente são os únicos militares habilitados a exercerem o comando de unidades, sendo que os militares de categorias inferiores apenas poderão exercer a chefia de subunidades ou frações de unidades. 
Há, geralmente, três categorias para os oficiais de patente: oficiais generais, oficiais superiores e oficiais subalternos. Nalgumas forças armadas, os oficiais com o posto de capitão constituem, por si próprios, uma categoria intermediária entre a de oficial superior e a de oficial subalterno.

## Oficiais de patente
Os oficiais de patente (ou simplesmente oficiais) são os militares encarregados do comando, direção e chefia das forças armadas.
Normalmente, os oficiais de patente recebem uma formação generalista em gestão e liderança, além de uma formação especializada relacionada com a sua ocupação militar específica ou com as funções que vão desempenhar. Na maioria das forças armadas mais avançadas, o ingresso na carreira de oficial tem como pré-requisito a habilitação com um grau de ensino superior, mesmo para os militares oriundos das categorias de sargentos e praças. A formação superior poderá ser feita numa instituição de ensino superior civil antes da entrada nas forças armadas ou já no interior destas, numa academia de ensino superior militar. No entanto, existem diversas organizações onde a atribuição de uma patente de oficial não obriga a que o seu titular tenha um grau superior. É este o caso das forças armadas britânicas, suíças, suecas, israelitas e outras, ainda que, mesmo nestas, um número significativo de oficiais tenha formação superior.

### Estados Unidos da América
Nas Forças Armadas dos Estados Unidos, pessoas sem um grau universitário podem, em certas circunstâncias, receber uma patente de oficial. No entanto, só poderão ser promovidas a capitão ou equivalente depois de obterem um grau. Os oficiais sem grau universitário são menos de 2% da totalidade dos oficiais, correspondendo normalmente a antigos sargentos e praças graduados nas escolas de candidatos a oficial, de âmbito federal ou estadual. As escolas de candidatos a oficiais também formam civis titulares de graus universitários, sendo que, entre antigos sargentos e praças e civis, produzem cerca de 10% dos oficiais. Cerca de 70% da totalidade dos oficiais das Forças Armadas dos Estados Unidos em serviço ativo receberam a sua patente através do Reserve Officer Training Corps (ROTC, Corpo de Treino de Oficiais da Reserva, semelhante ao CPOR/NPOR do Exército Brasileiro), o qual é composto por pequenos programas de formação que funcionam junto de centenas de universidades dos EUA. Os graduados nas academias dos vários ramos das Forças Armadas recebem uma patente de oficial imediatamente após a sua graduação. Estes compõem cerca de 20% do corpo de oficiais. 
Outro percurso para a obtenção de uma patente de oficial é através de patente direta (direct commission), permitida a certos profissionais civis com certificações especiais como cientistas, médicos, farmacêuticos, enfermeiros, clérigos e advogados. Estes oficiais, contudo, não dispõem de autoridade de comando fora das suas áreas profissionais.

### Portugal
Nas Forças Armadas de Portugal, existem oficiais do quadro permanente (QP) e oficiais em regimes de voluntariado ou de contrato (RV/RC). Os oficiais do QP são militares profissionais que servem nas Forças Armadas a título permanente. Os oficiais em RV/RC servem apenas durante um período limitado, regressando depois à vida civil. O ingresso na carreira de oficial, em qualquer dos regimes, obriga à habilitação com um grau académico do ensino superior, sendo que, a promoção a um posto superior ao de tenente-coronel/capitão de fragata implica a habilitação com mestrado ou licenciatura Pré-Bolonha.
O ingresso na carreira de oficial do QP faz-se no final da conclusão de um dos cursos superiores da Escola Naval, Academia Militar ou Academia da Força Aérea, conforme se trate da Marinha, Exército e Guarda Nacional Republicana ou Força Aérea.
Podem ingressar na carreira de oficial em RV/RC, os habilitados com uma licenciatura que sejam militares das categorias de sargentos ou praças ou que sejam civis e tenham menos de 27 anos (30 anos em alguns casos, como os médicos). Antes do ingresso na carreira, os candidatos a oficial em RV/RC frequentam um curso de formação de oficiais com a duração de 16 semanas. A carreira de oficial em RV/RC finaliza no posto máximo de tenente/segundo-tenente.

### Reino Unido
Nas Forças Armadas do Reino Unido, o ingresso no corpo de oficiais faz-se por entrada direta (DE, direct entry) ou por entrada tardia (LE, late entry). Entrada direta tem origem na vida civil e entrada tardia entre militares das categorias de sargentos e praças que recebem uma patente (commission) de oficial. Apesar dos dois tipos de oficiais receberem a mesma patente, concedida pela Rainha, as suas funções são geralmente diferentes. O ingresso como oficial DE implica, pelos menos, um diploma de ensino secundário completo, sendo que, cerca de 85% dos oficiais são titulares de um grau universitário.
A atribuição de uma patente aos oficiais DE ocorre depois da realização de um curso com a duração de um ano. Os cursos de oficial incluem formação tática e de combate, bem como formação em liderança, gestão e relações internacionais. Os cursos para oficiais da Royal Navy, Exército regular, Exército Territorial, Royal Air Force e Royal Marines são realizados, respetivamente, no Real Colégio Naval Britânico, na Real Academia Militar de Sandhurst, no Curso de Patenteamento de Oficiais do Exército Territorial, no Colégio da RAF e no Centro de Treino dos Royal Marines.

## Oficiais inferiores
No passado, a categoria de oficial inferior integrava os militares com os postos de sargento, de furriel e nalguns casos de cabo. O ingresso nesta categoria era efetuado por promoção de soldados da categoria de praças, a maior parte deles tendo começado a sua carreira militar como soldados rasos. 
Hoje em dia, a antiga categoria de oficial inferior é designada como categoria de suboficial ou de sargento. Nos países anglo-saxónicos, estes militares são designados como "NCO" ou "non commissioned officers" (oficiais não patenteados). Em algumas forças armadas, nem sequer existe como categoria separada, estando os sargentos e similares integrados na categoria de praças. Sobretudo nos países onde existe serviço militar obrigatório, a categoria de suboficial, sargento ou oficial não patenteado é a primeira de militar profissional, sendo a categoria de praça constituída apenas por militares conscritos.
Os membros desta categoria de militares são titulares de alguma autoridade, ainda que limitada e subordinada em relação à autoridade dos oficiais de patente. Ao contrário destes últimos, a sua autoridade não é concedida por uma carta patente. Apesar de receberem, normalmente, uma formação em liderança, a sua função principal é a de servirem como supervisores no âmbito das suas áreas de especialidade profissional e como conselheiros dos oficiais de patente. No entanto, aos suboficiais, sargentos ou oficiais não patenteados de graduação mais elevada é, por vezes, atribuída uma autoridade quase ao nível da dos oficiais de patente. Em algumas forças armadas, estes militares formam mesmo uma categoria separada, intermediária entre a dos oficiais de patente e a dos suboficiais, sargentos ou oficiais não patenteados.
No Brasil há o posto de subtenente, que é considerado, juntamente com os Alunos-Oficiais e Cadetes praças especiais, que executam certas atividades do oficialato.